# Moviment FIRE
El moviment FIRE (Financial Independence, Retire Early en català "Independència financera, jubilació anticipada") és un d'estil de vida amb l'objectiu d'obtenir independència financera i retirant-se d'hora. El model esdevingué particularment popular entre millennials en el 2010s, obtenint tracció a través de comunitats en línia via la informació compartida en blogs, podcasts, i fòrums de discussió en línia.
Aquells que busquen aconseguir FIRE maximitzen intencionadament la seva taxa d'estalvi trobant maneres d'augmentar els ingressos o reduir les despeses, juntament amb inversions agressives que retornen en augment de la seva riquesa o ingressos. L'objectiu és acumular actius fins que els ingressos passius resultants proporcionin prou diners per a les despeses de manutenció durant els anys de jubilació. Molts defensors del moviment FIRE suggereixen la regla del 4% com a pauta de retirada aproximada, establint així un propòsit d'almenys 25 vegades les despeses de vida anuals estimades. En arribar a la independència financera, el treball remunerat esdevé opcional, permetent la jubilació del treball tradicional dècades abans de l'edat estàndard de jubilació.

## Rerefons
FIRE s'aconsegueix mitjançant un estalvi agressiu, molt més que el 10-15% estàndard que solen recomanar els planificadors financers. Suposant que les despeses són iguals als ingressos menys l'estalvi, i descuidant els rendiments de la inversió, s'observa que:
- Amb una taxa d'estalvi del 10%, es necessita (1-0,1)/0,1 = 9 anys de treball per estalviar durant 1 any de despeses de manutenció.
- Amb una taxa d'estalvi del 25%, es necessiten (1-0,25)/0,25 = 3 anys de treball per estalviar durant 1 any de despeses de manutenció.
- Amb una taxa d'estalvi del 50%, es necessita (1-0,5)/0,5 = 1 any de treball per estalviar durant 1 any de despeses de manutenció.
- Amb una taxa d'estalvi del 75%, es necessita (1-0,75)/0,75 = 1/3 any = 4 mesos de treball per estalviar durant 1 any de despeses de manutenció.

Diverses calculadores en línia de jubilació FIRE permeten fer les vostres pròpies projeccions.
A partir d'aquest exemple, es pot concloure que el temps fins a la jubilació disminueix significativament a mesura que augmenta la taxa d'estalvi. Per aquest motiu, els que persegueixen FIRE intenten estalviar el 50% o més dels seus ingressos. Amb una taxa d'estalvi del 75%, es necessitarien menys de 10 anys de treball per acumular 25 vegades les despeses de vida anuals mitjanes suggerides per la regla de "retirada segura del 4%".
També hi ha dues cares a l'espectre del FOC. Lean FIRE es refereix a la capacitat de jubilar-se anticipadament amb una acumulació menor d'ingressos de jubilació i despeses de vida limitades que requeriran un estil de vida frugal durant la jubilació. A l'altre extrem hi ha Fat FIRE, que es refereix a la capacitat de jubilar-se anticipadament a causa d'una gran quantitat de riquesa acumulada i ingressos passius sense preocupar-se per les despeses de vida durant la jubilació. Un híbrid d'aquests dos es coneix com a Barista FIRE, que fa referència a un estil de vida semi jubilat de treballar a temps parcial per obtenir uns ingressos suplementaris, o jubilar-se totalment, però amb una parella que continua treballant.
FIRE es veu com un estil de vida, no només una estratègia d'inversió. Un fil conductor que desafia les persones que subscriuen l'estil de vida FIRE és trobar socis que comparteixin els mateixos objectius fiscals. La disponibilitat de recursos en línia ajuda el moviment a expandir-se entre els millennials amb un gran valor net.

## Història
Les idees principals darrere del moviment FIRE provenen del llibre més venut de 1992 Your Money or Your Life escrit per Vicki Robin i Joe Dominguez, així com el llibre de 2010 Early Retirement Extreme de Jacob Lund Fisker. Aquestes obres proporcionen la plantilla bàsica per combinar un estil de vida senzilla amb els ingressos de les inversions per aconseguir la independència financera. En particular, aquest darrer llibre descriu la relació entre la taxa d'estalvi i el temps fins a la jubilació, la qual cosa permet a les persones projectar ràpidament la data de la seva jubilació donat un nivell d'ingressos i despeses suposat.
El blog Mr. Money Moustache, que va començar l'any 2011, és una veu influent que va generar interès per la idea d'aconseguir la jubilació anticipada a través de la frugalitat i va ajudar a popularitzar el moviment FIRE. Altres llibres, blocs i podcasts continuen perfeccionant i promocionant el concepte FIRE. Un dels col·laboradors notables d'aquest moviment inclou l'autor de Financial Freedom Grant Sabatier, que treballa estretament amb Vicki Robin i va popularitzar la idea del moviment lateral com a camí per accelerar la independència financera. El 2018, el moviment FIRE va rebre una cobertura important dels mitjans de comunicació tradicionals. Segons una enquesta duta a terme per Harris Poll a finals d'aquest any, l'11% dels nord-americans més rics de 45 anys o més varen sentir parlar del moviment FIRE pel seu nom, mentre que un altre 26% en coneixia el concepte.
El 2020 es van introduir llocs de cites i blocs dedicats a reunir socis que comparteixin l'estil de vida FIRE.

## Crítica
Alguns crítics al·leguen que el moviment FIRE "és només per als rics", assenyalant les dificultats d'aconseguir les altes taxes d'estalvi necessàries per a FIRE amb ingressos baixos. Una altra crítica comuna és que el moviment FIRE es compon només de "tech bros" blancs, una noció que posa de manifest el fet que els homes estan sobrerepresentats en la cobertura mediàtica del moviment FIRE. Una història del New York Times centrada en les dones i dones de color del moviment FIRE, va destacar Kiersten Saunders i va anomenar Tanja Hester, autora del llibre Work Optional, "la matriarca de les dones FIRE". Paula Pant, presentadora del podcast Afford Anything, i Jamila Souffrant, presentadora del podcast Journey to Launch, també són dones de color destacades en el moviment FIRE. Finalment, alguns argumenten que els prejubilats no estan estalviant prou per a la jubilació anticipada i les moltes incògnites que comporta un període més llarg. Com que la fase de jubilació de FIRE podria durar setanta anys, els crítics diuen que és inadequat aplicar la regla del 4%, que es va desenvolupar per a un període de jubilació tradicional de trenta anys. Per aquest motiu, Hester i l'economista Karsten Jeske defensen una taxa de retirada més segura del 3,5% o menys, la qual cosa significa estalviar de 30 a 40 vegades la despesa anual en lloc de 25 vegades si l'objectiu és jubilar-se completament i no tornar a guanyar diners.